# 霧島市立塚脇小学校
霧島市立塚脇小学校（きりしましりつ つかわきしょうがっこう）は、鹿児島県霧島市国分上之段にある市立の小学校。

## 概要
霧島市国分の南東部に位置する小学校である。
平成14年度より特認通学制度を導入しており、市内の別の校区からも通学が可能である。

## 沿革
- 1903年（明治36年） - 上之段尋常小学校塚脇分教場開設。
- 1947年（昭和22年） - 敷根村立塚脇小学校へ改称。
- 1955年（昭和30年） - 国分市立塚脇小学校へ改称。
- 2005年（平成17年） - 国分市と姶良郡6町の新設合併に伴い、霧島市立塚脇小学校と改称。進学先中学校も国分南中学校から牧ノ原中学校に変更された。